# China Airlines
China Airlines (CAL, chino: 中華航空, abreviado en 華航) (código IATA: CI; código OACI: CAL) es una compañía de línea aérea estatal de la República de China (Taiwán), con base en Taoyuan. 
Su nombre japonés es チャイナエアライン (Chaina Earain). Sus vuelos despegan del Aeropuerto internacional de Taipéi.

## Subsidiarias y alianzas

### Subsidiarias
China Airlines es propietaria al 100 % de Mandarin Airlines, una filial de vuelos regionales, también con base en Taipéi.

### Alianzas

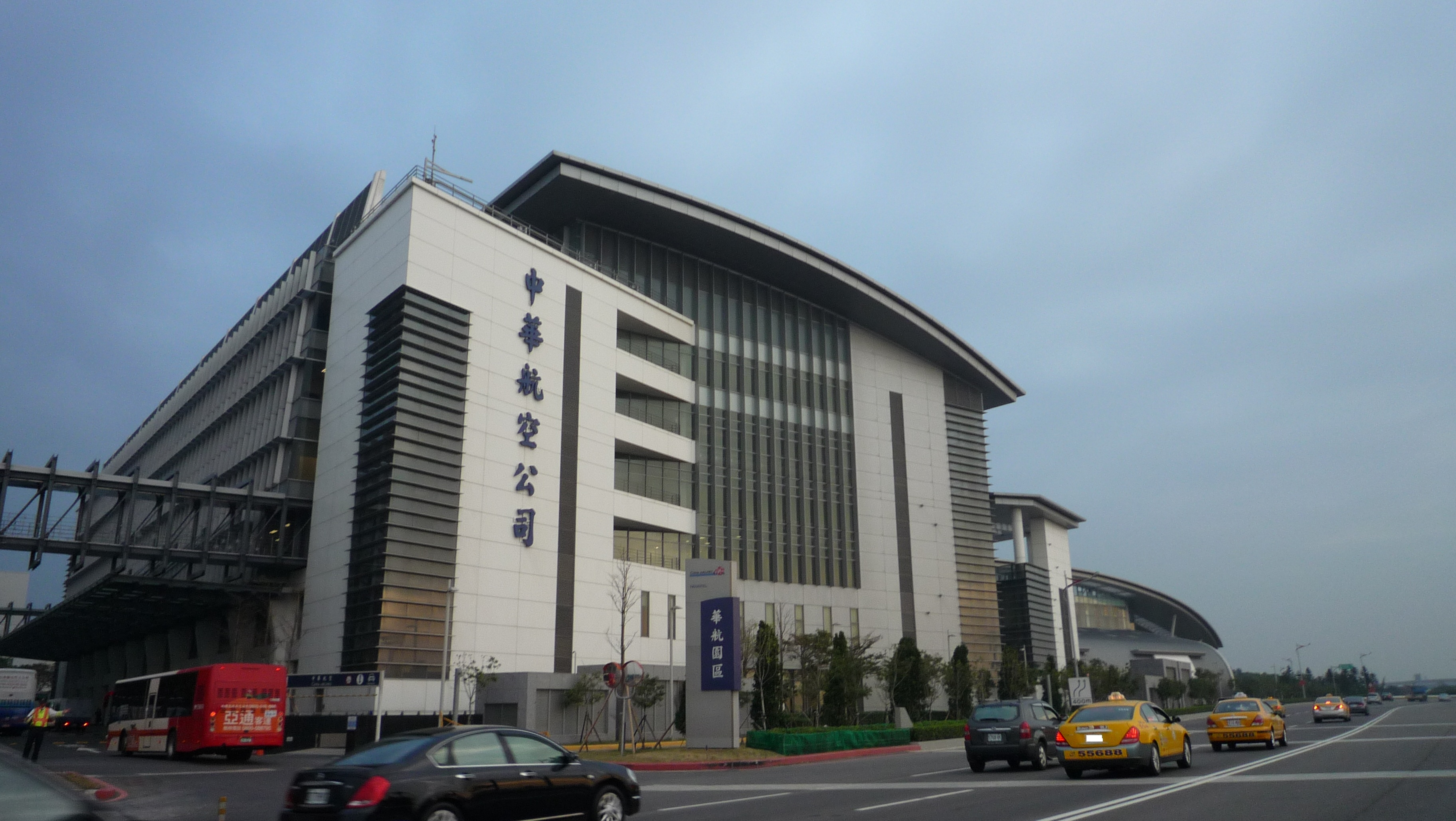
CAL Park, la sede social de China Airlines

China Airlines está buscando formar parte de Sky Team previsto para final de 2014, donde es socia de compañías como Air France, KLM o Aeromexico. A través de esta alianza ofrece rutas a 841 destinos en 164 países, pudiendo acumular las millas de los programas de viajeros frecuentes de las distintas aerolíneas. Además, aunque en el viaje se utilicen varias compañías en varios saltos, se puede facturar el equipaje directamente al destino final.
En estos momentos China Airlines mantiene acuerdos comerciales para ofrecer rutas en código compartido con CSA, Alitalia, Korean Air, Thai Airways International, Vietnam Airlines, Delta, Garuda Indonesia.
También China Airlines mantiene acuerdos comerciales con NWA, Air China, China Eastern Airlines, China Southern Airlines para ofrecer los servicios de Sala vip y programa de millas.
| Compañía                   | Alianza       | Ruta                              |
| -------------------------- | ------------- | --------------------------------- |
| Delta                      | Sky Team      | Taipéi--EE. UU./Asia              |
| Korean Air                 | Sky Team      | Taipéi—Seúl                       |
| Alitalia                   | Sky Team      | Taipéi—Bangkok--Roma              |
| Thai Airways International | Star Alliance | Kaohsiung－Bangkok                |
| Vietnam Airlines           | Sky Team      | Taiwán--Vietnam                   |
| Garuda Indonesia           | Sky Team      | Taipéi－Yakarta/Denpasar          |
| CSA Czech Airlines         | Sky Team      | Taipéi--Fráncfort del Meno--Praga |

## Servicios

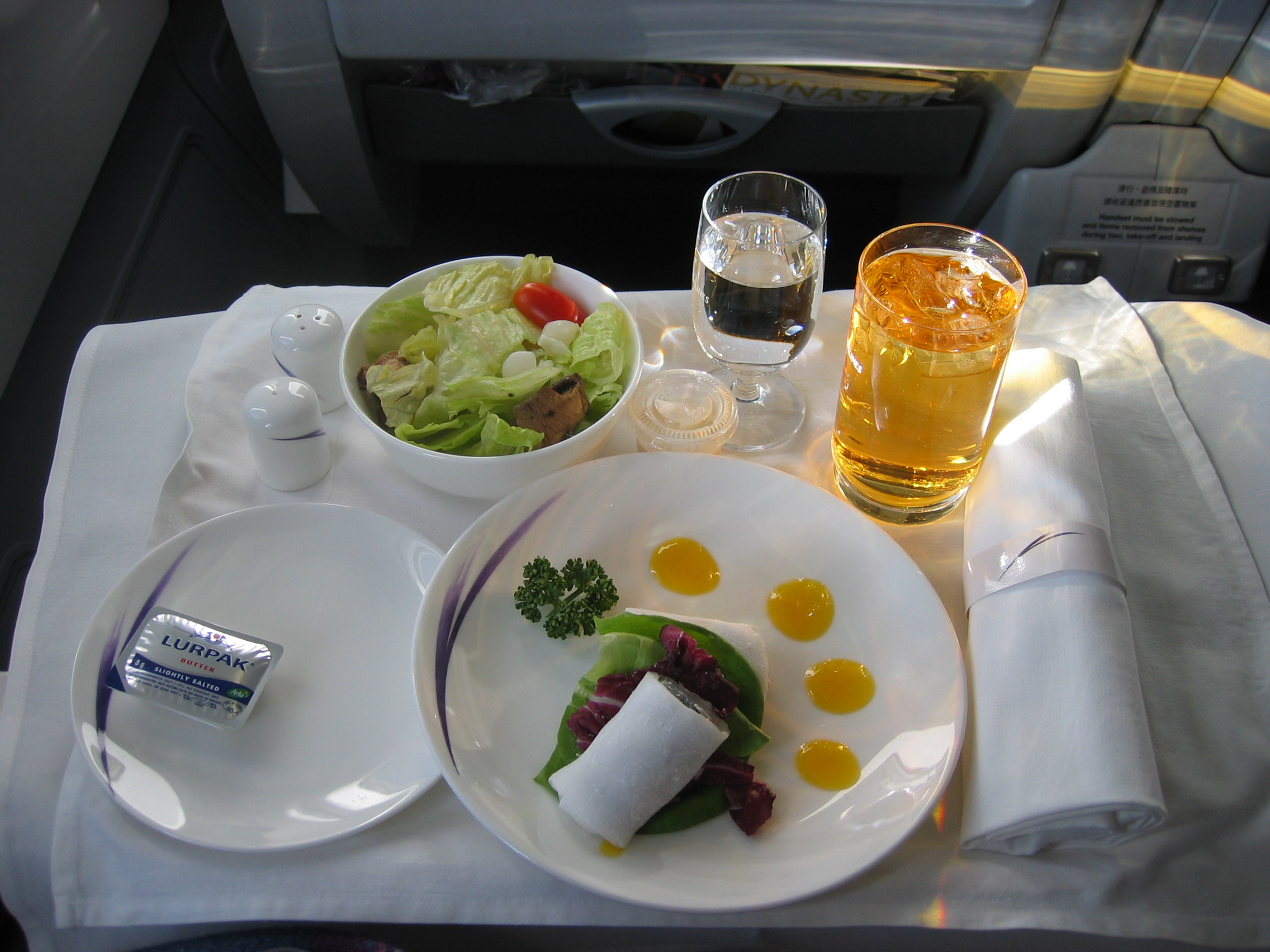
Comida en la Clase Dynasty de China Airlines.

### Salas vip
China Airlines posee salas vip “Dynasty Lounges” en Taipéi, Kaohsiung, Tokio, Hong Kong, Bangkok, Kuala Lumpur, Fukuoka, Okinawa, Honolulu y San Francisco. Además, los pasajeros de China Airlines pueden acceder a las salas vip del resto de aerolíneas aliadas en sus destinos. En dichas salas se ofrecen servicios de prensa, ducha, bar de comidas, Internet y equipo de oficina.

### Programa de millas
El programa de millas o de viajero frecuente (frequent flyer) de China Airlines se llama Dynasty Flyer, y consta de cuatro variantes:"Dynasty Card", "Gold Card", “Emerald Card” y "Paragon Card". Se permite utilizar dichos puntos con cualquier otra compañía de la alianza y sumarlos entre sí.

## Flota

### Flota Actual
La flota de China Airlines se compone de las siguientes aeronaves a agosto de 2024:
| Aeronave                      | En Servicio | Pedidos | Pasajeros                                | Pasajeros                                | Pasajeros                                | Pasajeros                                | Pasajeros                                | Notas                                                         |
| Aeronave                      | En Servicio | Pedidos | C                                        | W                                        | S                                        | Y                                        | Total                                    | Notas                                                         |
| ----------------------------- | ----------- | ------- | ---------------------------------------- | ---------------------------------------- | ---------------------------------------- | ---------------------------------------- | ---------------------------------------- | ------------------------------------------------------------- |
| Airbus A321-271N              | 13          | 12      | 12                                       | —                                        | —                                        | 168                                      | 180                                      | Reemplazarán a los Boeing 737-800.                            |
| Airbus A330-302               | 17          | —       | 36                                       | —                                        | —                                        | 277                                      | 313                                      |                                                               |
| Airbus A330-302               | 17          | —       | 30                                       | —                                        | —                                        | 277                                      | 307                                      |                                                               |
| Airbus A350-941               | 15          | 1       | 32                                       | 31                                       | 36                                       | 207                                      | 306                                      | Uno sirve como el avión presidencial de Taiwán.               |
| Boeing 737-800                | 10          | —       | 8                                        | —                                        | —                                        | 150                                      | 158                                      |                                                               |
| Boeing 737-800                | 10          | —       | 8                                        | —                                        | —                                        | 153                                      | 161                                      |                                                               |
| Boeing 777-300ER              | 10          | —       | 40                                       | 62                                       | 30                                       | 226                                      | 358                                      |                                                               |
| Boeing 787-9                  | —           | 18      |                                          |                                          |                                          |                                          |                                          |                                                               |
| Boeing 787-10                 | —           | 6       |                                          |                                          |                                          |                                          |                                          |                                                               |
| Flota de China Airlines Cargo |             |         |                                          |                                          |                                          |                                          |                                          |                                                               |
| Boeing 747-400F               | 9           | —       | Carga                                    | Carga                                    | Carga                                    | Carga                                    | Carga                                    | La aeronaves más antiguas serán reemplazadas por Boeing 777F. |
| Boeing 777F                   | 9           | 1       | Carga                                    | Carga                                    | Carga                                    | Carga                                    | Carga                                    |                                                               |
| Total                         | 83          | 38      | 9,5 años promedio de flota (agosto 2024) | 9,5 años promedio de flota (agosto 2024) | 9,5 años promedio de flota (agosto 2024) | 9,5 años promedio de flota (agosto 2024) | 9,5 años promedio de flota (agosto 2024) | 9,5 años promedio de flota (agosto 2024)                      |

## Destinos
China Airlines es la aerolínea más grande de la República de China (Taiwán). La aerolínea opera más de 1300 vuelos semanales a 95 (+1) aeropuertos en 91 (+1) ciudades de Asia, América del Norte, Europa y Oceanía.

### Bases
China Airlines mantiene bases en Taipéi, donde están la mayoría de sus oficinas.

## Premios y certificaciones
China Airlines recibió el premio Skytrax a la Excelencia en Servicios por su iniciativa con la Servicios de cabina.

### Skytrax
- 2007: Compañía aérea de cuatro estrellas.
- 2007: Servicio de First Class de cinco estrellas, ranking mundial de las mejores compañías aéreas N.º 8 (N.º 10 en 2006).

China Airlines certificó el ISO 9002 (Certified Corporate Quality Programme) y fue la primera aerolínea taiwanesa en conseguir el certificado IOSA (IATA Operacional Safety audit.) en 2005.